# Katharine Cashman
Katharine Venable Cashman (Providence, Rhode Island), 19 de juliol de 1954) FRS és una vulcanòloga nord-americana, professora de vulcanologia a la Universitat de Brístol i exprofessora Philip H. Knight de Ciència Natural a la Universitat d'Oregon.

## Educació
Va ser educada en el Middlebury College, Vermont on, l'any 1976, va obtenir un Bachelor d'arts en geologia i biologia. Va continuar els seus estudis a la Universitat Victoria a Wellington a Nova Zelanda i va completar el PhD a la Universitat Johns Hopkins, Maryland, l'any 1986. La seva defensa de tesi va ser sobre l' aplicació de teories de distribucions de mesures cristal·lines a sistemes volcànics, i la va supervisar Bruce Marsh.

## Carrera i estudis
És professora ajudant a la Universitat de Princeton de 1986 a 1991, i de 1991 a 1997 professora associada i professora plena de 1997 i continua, a la Universitat d'Oregon. En 2011, va treballar a la Universitat de Brístol en una càtedra de recerca finançada per l'asseguradora AXA.
Cashman estudia els vincles entre els factors químics i físics que controlen l'ascens, l'erupció i l'emplaçament del magma en la superfície de la Terra. Ha estudiat volcans en els set continents i ha explorat una àmplia gamma d'estils d'erupció. És reconeguda pel seu treball que vincula la cinètica de la formació de bombolles i cristalls amb el comportament dels materials volcànics, i ha treballat en problemes que van des del químic als aspectes físics del vulcanisme. Ha treballat amb tots els observatoris dels volcans dels Estats Units i ha servit en el Comitè Assessor Científic de l'illa de Montserrat.
Els seus estudis utilitzen una combinació de vulcanologia, petrologia ígnia, cinètica, microscòpia i dinàmica fluida amb un focus en volcans màfics. Això inclou el desenvolupament de fluxos de lava hawaians i formació de cendra volcànica en erupcions. També té interessos en composició intermèdia i volcans silícics, particularment a la Muntanya Santa Helena.

## Honors

### Membraries
- de la Unió Americana de Geofísica
- de l'Acadèmia Nord-americana de les Arts i les Ciències,
- de l'Acadèmia Europæa.[11]
- de l'Associació Internacional de Vulcanologia i Química de l'interior de la Terra (IACVEI).[2]
- 2016: Guardonada per l'Acadèmia Nacional de Ciències.[12]
- 2016: Guardonada per la Societat Real (FRS).[1]

### Premis
- 2016: premi Societat Real Wolfson de Mèrit d'Estudis.[3]